# Ла Монтата (Маса-Карара)
Ла Монтата је насеље у Италији у округу Маса-Карара, региону Тоскана.
Према процени из 2011. у насељу је живело 24 становника. Насеље се налази на надморској висини од 193 м.